# Gammarus teletzkensis
Gammarus teletzkensis is een vlokreeftensoort uit de familie van de Gammaridae. De wetenschappelijke naam van de soort is voor het eerst geldig gepubliceerd in 1930 door Martynov.